# Przydatki (Stary Rzechów)
Przydatki – przysiółek wsi Stary Rzechów w  Polsce, położony w województwie mazowieckim, w powiecie lipskim w gminie Rzeczniów.
W latach 1975–1998 przysiółek administracyjnie należał do województwa kieleckiego.
Wierni Kościoła rzymskokatolickiego należą do parafii św. Mikołaja w Grabowcu.